# Cercanías Madrid
Pour un article plus général, voir Cercanías.
Les Cercanías de Madrid sont un réseau de train de banlieue exploité par la Renfe Operadora sur les infrastructures de l'Adif (Espagne). Le réseau s'étend dans toute la Communauté de Madrid (et la dépasse même, car il atteint des villes des communautés autonomes limitrophes de Madrid comme Tolède, Guadalajara et Ségovie). Il dessert la majorité de la population de Madrid et possède plus de vingt correspondances avec le Métro de Madrid.
Fin 2008, la Red Ferroviaria de Cercanías (Réseau Ferroviaire de Cercanías) de Renfe de la Communauté de Madrid compte huit lignes en fonctionnement. Le réseau totalise actuellement 370 km de voies ferrées, 96 gares et 1 385 trains par jour de semaine et peut transporter jusqu'à 880 000 passagers. Les Cercanías de Madrid emploie 1 300 personnes.

## L'infrastructure
Toutes les lignes du réseau, sauf la ligne C-9 (Ligne 9 du Cercanías) et le tronçon Villalba ↔ Cercedilla de la ligne C-8, roulent sur un réseau ferré à double voies (dans certains cas même quadruple comme entre les gares Atocha et San Cristóbal Industrial et également entre celles de San Fernando et Alcalá de Henares). Tout le réseau est électrique.
La gare principale du réseau est la Gare Atocha-Cercanías, par laquelle toutes les lignes passent sauf la ligne C-9.

## Lignes

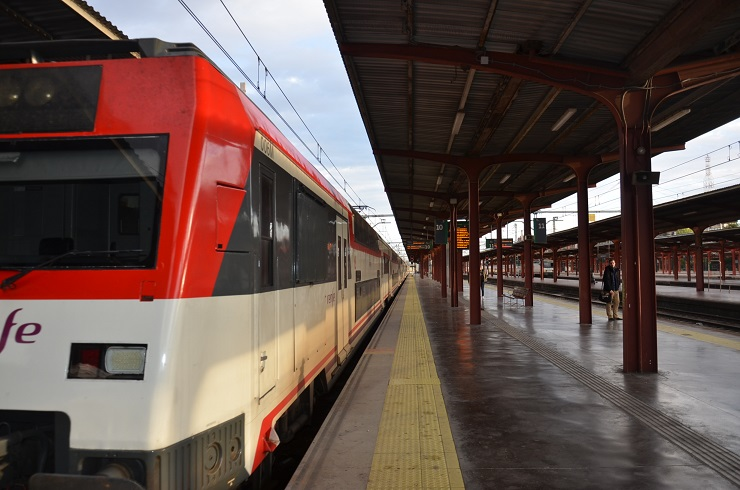
Madrid Chamartin

Plan des lignes
|  | Ligne | Principales stations | Longueur |
|  | ----- | --- | -------- |
|  | C-1   | Chamartín - Aeropuerto T4 | 5 Km     |
|  | C-2   | Guadalajara - Alcalá de Henares - Atocha - Recoletos - Nuevos Ministerios - Chamartín                                                | 65 Km    |
|  | C-3   | Aranjuez - Villaverde Bajo - Atocha - Sol - Nuevos Ministerios - Chamartin                                                           | 56 Km    |
|  | C-4a  | Colmenar Viejo - Cantoblanco Universidad - Fuencarral - Chamartín - Nuevos Ministerios - Sol - Atocha - Parla                        | 106,5 km |
|  | C-4b  | Alcobendas-San Sebastián de los Reyes - Cantoblanco Universidad - Fuencarral - Chamartín - Nuevos Ministerios - Sol - Atocha - Parla | 62 km    |
|  | C-5   | Móstoles–El Soto - Atocha - Fuenlabrada - Humanes                                                                                    | 45 km    |
|  | C-7   | Alcalá de Henares - Atocha - Recoletos - Nuevos Ministerios - Chamartín - Pitis - Las Rozas - Aravaca - Príncipe Pío                 | 82 Km    |
|  | C-8   | Guadalajara - Alcala de Henares - Chamartín - Pitis - Villalba - Cercedilla (C8b) - Santa Maria de la Alameda Peguerinos (C8a)       | 135 km   |
|  | C-9   | Cercedilla - Puerto de Navacerrada - Cotos                                                                                           | 18 km    |
|  | C-10  | Villalba - Príncipe Pío - Atocha - Recoletos - Chamartín                                                                             | 55 km    |

### Ligne C-1
La ligne C-1 des Cercanías Madrid part de Chamartin, Fuente de la Mora, Valdebebas et finit à Aeropuerto T4.

### Ligne C-2
La ligne C-2 des Cercanías Madrid fait 65 km, part de Chamartin passant par : Nuevos Ministerios, Recoletos, Atocha, Asamblea de Madrid-Entrevias, El Pozo, Vallecas, Santa Eugenia, Vicalvaro, Coslada, San Fernando, Torrejon de Ardoz, Soto del Henares, La Garenna, Alcala de Henares, Alcala Universidad, Meco, Azuqueca et Guadalajara.

### Ligne C-3
La ligne C-3 des Cercanías Madrid part  Chamartin, Nuevos Ministerios, Sol, Atocha, Villaverde Bajo, San Cristóbal de los Ángeles, San Cristóbal Industrial, El Casar, Getafe Industrial, Pinto, Valdemorro, Ciempozuelos, Aranjuez.

### Ligne C-4a et C-4b
La ligne C-4 des Cercanías Madrid part de Parla passant par : Getafe Sector 3, Getafe Centro, Las Margaritas Universidad, Villaverde Alto, Villaverde Bajo, Atocha, Sol, Nuevos Ministerios, Chamartin, Fuencarral, Cantoblanco Universidad /C-4b Universidad P. Comillas, Valdelasfuentes, Alcobendas San Sebastian de los Reyes /C-4a El Goloso, Tres Cantos, Colmenar Viejo.

### Ligne C-5
La ligne C-5 des Cercanías Madrid fait 45 km, et relie Móstoles–El Soto jusqu'à Humanes.

### Ligne C-7
La ligne C-7 des Cercanías Madrid part de Principe Pio passant par : Majadahonda, Las Rozas, Pitis, Chamartin, Nuevos Ministerios, Recoletos, Atocha, El Pozo, Coslada jusqu'à Alcala de Henares.

### Ligne C-8
La ligne C-8 des Cercanías Madrid fait 135 km, part de Cercedilla passant par : Los Molinos, Collado Mediano, Alpedrete, Los Negrales, Villalba, Galapagar-La Navata, Torrelodones, Las Matas, Pinar de las Rozas, Pitis, Mirasierra-Paco de Lucía, Ramon y Cajal, Chamartín, Nuevos Ministerios, Recoletos, Atocha, Asamblea de Madrid-Entrevias, El Pozo, Vallecas, Santa Eugenia, Vicalvaro, Coslada, San Fernando, Torrejon de Ardoz, Soto del Henares, La Garenna, Alcala de Henares, Alcala Universidad, Meco, Azuqueca et Guadalajara.

### Ligne C-9 Zone Verte
La ligne C-9 des Cercanías Madrid fait 18 km, part de Cercedilla passant par: Puerto de Navacerrada (station de ski) et Cotos.

### Ligne C-10
La ligne C-10 des Cercanías Madrid, part de Villalba passant par : Galapagar-La Navata, Torrelodones, Las Matas, Pinar de las Rozas, Las Rozas, Majadahonda, El Barrial Centro Commercial, Pozuelo, Aravaca, Príncipe Pío, Pirámides, Delicias, Méndez Álvaro, Atocha, Recoletos, Nuevos Ministerios, Chamartin.